# BBC의 연표
다음은 BBC의 연혁이다.

## 1920년대
- 1922년
  - 10월 18일 - 영국방송사 설립.
  - 11월 14일 – 런던 (2LO 기지국)에서 처음으로 BBC 송출.
  - 11월 15일 – 버밍엄 (5IT 기지국)과 맨체스터 (2ZY 방송국)에서 처음으로 송출.
  - 12월 24일 – 뉴캐슬어폰타인 (5NO 기지국)에서 처음으로 송출.
- 1923년
  - 1월 8일 – 첫 야외 방송. 코번트 가든에서 영국국립오페라단의 〈마술피리〉 공연.
  - 1월 18일 – 영국 체신장관이 BBC를 방송 자격으로 승인함.
  - 2월 13일 – 카디프 (5WA 기지국)에서 처음으로 송출.
  - 3월 6일 – 글래스고 (5SC 기지국)에서 처음으로 송출.
  - 6월 6일 – 에드거 월리스가 엡섬 경마대회에 관해 보도를 하면서 영국 최초의 라디오 스포츠 기자가 됨.
  - 9월 28일 – 라디오 프로그램 안내 잡지인 《라디오 타임즈》의 첫 발행 (가격은 2d).
  - 10월 10일 – 애버딘 (2BD 기지국)에서 처음으로 송출.
  - 10월 17일 – 본머스 (6BM 기지국)에서 처음으로 송출.
  - 11월 16일 – 셰필드 (2FL 기지국)에서 처음으로 송출.
- 1924년
  - 3월 28일 – 플리머스 (5PY 기지국)에서 처음으로 송출.
  - 4월 23일 – 웸블리 스타디움에서 대영제국 박람회의 막을 올린 조지 5세의 첫 방송 출연.
  - 5월 1일 – 에딘버러 (2EH 기지국)에서 처음으로 송출.
  - 6월 1일 – 리버풀 (6LV 기지국)에서 처음으로 송출.
  - 7월 8일 – 리즈-브래드포드 (2LS 중계국)에서 처음으로 송출.
  - 7월 21일 – 마르코니 컴퍼니의 첼름스포드 공장에 실험용 장파 기지국 (5XX) 설립.
  - 8월 15일 – 헐 (6KH 기지국)에서 처음으로 송출.
  - 9월 14일 – 벨파스트 (2BE 기지국)에서 처음으로 송출.
  - 9월 16일 – 노팅엄 (5NG 중계국)에서 처음으로 송출.
  - 10월 21일 – 스토크온트렌트 (6ST 중계국)에서 처음으로 송출.
  - 11월 9일 – 던디 (2DE 중계국)에서 처음으로 송출.
  - 12월 12일 – 스완지 (5SX 기지국)에서 처음으로 송출.[1]
- 1925년
  - 7월 27일 – 5XX 장파 기지국이 첼름스포드에서 더번트리로 이전되고 거의 전국 방송을 이루어낸 영국 최초의 라디오 기지국이 됨. BBC 내셔널 프로그램 설립의 첫걸음.[2]
- 1926년
  - 5월 4일 – 총파업 시작. 발행된 신문이 없던 관계로 BBC는 뉴스 단신을 하루에 다섯 번 방송함.
- 1927년

- - 1월 1일 – 칙허장이 승인되면서 영국방송'사' (British Broadcasting Company)는 영국방송'협회' (British Broadcasting Corporation)가 됨. 존 레이스 경이 초대 사장에 오름.
  - 1월 15일 – BBC의 첫 스포츠 생방송. 테디 웨이클럼이 럭비 유니언 인터네셔널 잉글랜드 대 웨일스 전을 해설함.
  - 1월 22일 – 첫 축구경기 생방송. 하이버리에서 아스널이 셰필드 유나이티드와 맞붙은 홈리그 경기를 특종으로 다룸.[3]
  - 3월 – BBC의 문장이 채택됨
  - 7월 7일 – 크리스토퍼 스톤이 녹화 프로그램을 내보내어 영국 최초의 디스크 자키가 됨.
  - 8월 21일 – 미들랜드 리저널 프로그램의 전신인 최초의 고성능 지방 기지국 (5GB)이 더번트리에서 문을 염.
- 1928년
  - 사건 없음
- 1929년
  - 8월 20일 – 존 로지 베어드의 실험적인 30라인 텔레비전 시스템의 첫방송.

## 1930년대
- 1930년
  - 7월 14일 – 최초의 텔레비전극 《입에 꽃을 문 남자》 방영.
  - 9월 30일 – 라디오 허가증의 수가 1200만 "또는 국내에서 각 가정마다 거의 있는 수준"에 도달함.[4]
- 1931년
  - 사건 없음
- 1932년
  - 3월 15일 - 브로드캐스팅 하우스에서 첫 라디오 방송.
  - 5월 15일 – BBC의 본부 및 주 라디오 방송국 시설인 브로드캐스팅 하우스가 공식적으로 문을 염.
  - 8월 22일 – 브로드캐스팅 하우스에서 첫 텔레비전 시험 방송.
  - 12월 19일 – 엠파이어 서비스 (월드 서비스의 전신) 발족. 더번트리의 버러 힐에서 단파로 방송.
  - 12월 25일 – 조지 5세가 엠파이어 서비스에서 라디오를 통해 크리스마스 메시지를 전한 첫 군주가 됨.
- 1933년 ~ 1935년
  - 사건 없음
- 1936년
  - 11월 2일 – BBC가 알렉산드라 궁에서 세계 최초의 정기 고화질 텔레비전 서비스를 시작함.
- 1937년
  - 5월 12일 – 조지 6세와 엘리자베스 왕비의 대관식에 이어진 행진을 위해서 야외 TV 중계차를 첫 사용.
  - 6월 21일 – BBC가 처음으로 윔블던 테니스 선수권 대회의 텔레비전 중계를 방송함.
  - 9월 16일 – BBC가 세계 최초로 축구경기를 텔레비전으로 생방송. 아스널과 아스널 리저브 간의 특별히 준비된 지역 미러전 더비 경기.[5]
- 1938년
  - 1월 3일 – BBC가 첫 외국어 라디오 서비스인 아랍어 방송을 개시함.
  - 4월 30일 – BBC가 처음으로 FA컵의 텔레비전 중계를 방송함.
  - 9월 27일 – 라디오에서 프랑스어, 독일어, 이탈리아어로 방송하는 유로피언 서비스 개시. 포르투갈어와 스페인어는 제 2차 세계 대전이 발발하기 전에 추가되었음.
- 1939년
  - BBC 모니터링의 창설
  - 9월 1일 – VHF 방송이 런던 중심부의 위치를 알아내려고 하는 적 폭격기들의 완벽한 유도 빛줄기 역할을 할 것이라는 우려 속에, 제 2차 세계 대전의 발발이 임박했다는 이유로 미키 마우스 카툰 (Mickey's Gala Premiere)이 끝나고 20여분 후 BBC 텔레비전 방송이 중단됨. 이는 전파 탐지기 프로젝트와 같은 전쟁 준비에 방송 분야 기술자 및 엔지니어가 필요해졌기 때문이었다. 라디오에서는 홈 서비스가 내셔널 및 리저널 프로그램을 대체했다.

## 1940년대
- 1940년
  - 1월 7일 – 전후 BBC 라이트 프로그램의 전신격인 BBC 포시즈 프로그램 시작.
  - 5월 11일 – BBC가 힌두어로 뉴스 서비스를 시작함.
- 1941년
  - 일자 불명 - BBC 유로피언 서비스가 런던 중심부의 버시 하우스로 이전.
- 1942년
  - 사건 없음
- 1943년
  - 사건 없음
- 1944년
  - 2월 27일 – BBC 제너럴 포시즈 프로그램이 BBC 포시즈 프로그램을 대체함 (단파로 방송).
- 1945년
  - 7월 29일 – 리저널 라디오 프로그램이 홈 서비스에서 재개되고 (전쟁 전의 리저널 프로그램이 사용했던 것과 같이 중파를 사용), 같은 날 라이트 프로그램이 새롭게 시작 (전쟁 전의 내셔널 프로그램과 같이 장파를 사용).
- 1946년
  - 6월 7일 – BBC 텔레비전 방송 (405라인)이 전후 재개. 이날 방송된 첫 프로그램 중 하나는 1939년에 제작한 미키 마우스 카툰이었음.
  - 9월 29일 – 라디오에서 서드 프로그램 방송 시작.
- 1947년
  - 10월 7일 – 라디올림피아 버라이어티 쇼에서 에드레이드 홀이 노래함. 영국에 남아있는 가장 오래된 녹화 프로그램.[6]
  - 11월 9일 – 야외방송 녹화의 첫 사용. 화이트홀 기념비에서 치러진 추모행사는 텔레비전 생방송되었고, 그날 저녁에 녹화분이 방송됨.[6]
  - 11월 20일 – 엘리자베스 공주와 에든버러 공작 필립의 결혼식이 BBC에서 텔레비전으로 방송됨.[6] 40만 명이 시청한 것으로 추산.
- 1948년
  - 7월 29일 – 런던 올림픽 대회가 텔레비전으로 방송됨.
  - 12월 26일 – 라디오에서 처음으로 《레이스 렉쳐》가 방송됨.
- 1949년
  - 사건 없음

## 1950년대
- 1950년
  - 5월 21일 – 라임 그로브 스튜디오 개관.
  - 8월 27일 – BBC 야외 방송장비를 사용하여 유럽 대륙에서 처음으로 텔레비전 생방송.
- 1951년
  - 1월 1일 – 현재까지 세계에서 가장 오랫동안 이어지고 있는 라디오 연속극인 《아처스》의 첫방송.
- 1952년
  - 사건 없음
- 1953년
  - 6월 2일 – 웨스트민스터 사원에서 열린 엘리자베스 2세 여왕의 대관식이 BBC에서 텔레비전으로 방송되고, 영국 내에서 200만 명이 생방송으로 시청한 것으로 추산.
  - 11월 11일 - 《파노라마》의 첫회를 데일리 미러 기자 팻 머피가 진행함. 파노라마는 현재 세계에서 가장 오랫동안 방송되고 있는 시사 프로그램이며, 오늘날까지도 피크 타임 자리를 유지하고 있다.
- 1954년
  - 7월 5일 - BBC 뉴스캐스터 리처드 베이커가 처음으로 텔레비전 방송된 BBC 뉴스 단신을 전함.
- 1955년
  - 5월 2일 – BBC가 루텀 송신소를 이용하여 초단파 (FM)로 라디오 서비스 방송을 개시.
  - 9월 - 케니스 켄덜이 리처드 베이커와 로버트 도걸에 이어 BBC 최초의 TV에 등장한 뉴스 진행자가 됨.
  - 10월 10일 – 알렉산드라 궁전이 405라인 컬러 텔레비전 서비스의 시험방송을 개시.
- 1956년
  - 3월 28일 – 런던 남부의 새로운 크리스털 팰리스 부지에서 텔레비전 송신 시작.
- 1957년
  - 4월 24일 – 패트릭 무어 경이 진행하는 월간 천문학 프로그램인 《밤하늘》의 첫방송.
  - 9월 30일 – 주말 저녁대 이른 시간에 서드 프로그램 빈도로 내보내는 성인 교육방송의 하나인 네트워크 스리 발족.
  - 12월 25일 – 엘리자베스 여왕의 크리스마스 메시지를 처음으로 TV로 방송.
- 1958년
  - 5월 5일 – 625라인 텔레비전 서비스의 첫 실험 송신.
  - 10월 10일 – 영국의 종합 스포츠 텔레비전 쇼 《그랜드스탠드》의 첫방송.
  - 10월 16일 – 영국에서 가장 오랫동안 방영되고 있는 어린이 텔레비전 쇼 《블루 피터》의 첫방송.
- 1959년
  - 사건 없음

## 1960년대
- 1960년
  - 3월 26일 - BBC 텔레비전이 처음으로 그랜드 내셔널을 텔레비전으로 방송.
  - 6월 19일 - 낸 윈턴이 BBC의 첫 전국 여성 뉴스캐스터가 됨.
  - 6월 29일 - BBC 텔레비전 센터 개관.
  - 7월 13일 - 필킹턴 리포트가 (BBC 텔레비전과 인디펜던트 텔레비전에 이어) BBC를 영국의 세번째 전국 TV 채널로 선정함. BBC2는 1964년 4월에 방송 개시.
  - 10월 8일 - BBC 텔레비전 서비스가 BBC TV로 개명.
- 1961년
  - 사건 없음
- 1962년
  - 1월 4일 – 인기 시트콤 《스텝토 부자》 시작
  - 8월 28일 – 스테레오 라디오 실험방송 개시.
- 1963년
  - 9월 20일 – BBC 텔레비전 서비스의 로고로 지구가 처음으로 사용됨.
  - 11월 23일 – 세계에서 가장 오랫동안 방영되고 있는 공상과학 텔레비전 프로그램 《닥터 후》의 첫방송.
- 1964년
  - 1월 1일 – 팝과 록 음악 텔레비전 쇼 《탑 오브 더 팝스》의 첫방송.
  - 4월 21일 – BBC2 방송 개시 (625라인). 원래 전날에 방송하기로 계획되어 있었으나 큰 정전으로 계획을 바꾸게 됨. 기존의 BBC 텔레비전 서비스는 BBC1으로 개명.
  - 8월 22일 - 축구 텔레비전 쇼 《매치 오브 더 데이》의 첫방송.
- 1965년
  - 3월 22일 – 주파수 채널인 네트워크 스리 / 서드 프로그램에서 낮시간대 BBC 뮤직 프로그램 개시.
  - 5월 1일 – 제너럴 오버시 서비스가 BBC 월드 서비스로 개명.
- 1966년
  - 사건 없음
- 1967년
  - 6월 25일 – 팝 밴드 비틀즈를 내세운 최초의 전세계 생방송 위성 프로그램 《아워 월드》가 텔레비전으로 방송.
  - 7월 1일 – 윔블던 테니스 선수권 대회와 함께 시작된 컬러 TV 시험 송출 (625라인)이 BBC2에서 개시.
  - 9월 30일 – 무허가 라디오 기지국의 대중음악 방송에 위협을 느낀 BBC가 그에 대한 대응으로 BBC 라디오 1 개시. 동시에 라이트 프로그램, 서드 네트워크 (네트워크 스리 / 서드 프로그램), 홈 서비스가 각각 라디오 2, 3, 4로 개명.
  - 11월 8일 – BBC 로컬 라디오 시작. 최초의 기지국은 BBC 라디오 레이체스터였다.
  - 12월 2일 – BBC2가 영국에서 처음으로 컬러로 방영하는 텔레비전 채널이 됨.
- 1968년
  - 사건 없음
- 1969년
  - 9월 19일 ~ 20일 - BBC 뉴스가 노스런던의 알렉산드라 궁전에서 웨스트런던의 BBC 텔레비전 센터로 이전.
  - 11월 15일 – BBC1이 (경쟁사인 ITV와 동시에) 컬러방송을 시작. 그 유명한 '미러 글로브 (Mirror Globe)'가 푸른색과 검은색으로 색이 입혀진 채 등장.

## 1970년대
- 1970년
  - 9월 14일 - 로버트 두걸이 《BBC 9시 뉴스》 첫회 진행. ITV의 《뉴스 앳 텐》에 맞서 개시된 이 프로그램은 2000년에 시간대를 10시로 옮기면서 논란이 일기도 했다.
- 1971년
  - 사건 없음
- 1972년
  - 4월 - 테리 우건이 BBC 라디오 2에 합류.
  - 11월 4일 - 라디오 2와 4가 잉글랜드 남동부를 대상으로 입체음향 방송 (스테레오) 개시. 스테레오 방식은 이후 몇년에 걸쳐 영국 내 나머지 지역으로 퍼져나갔다.[7]
- 1973년
  - 1월 4일 – 《라스트 오브 서머 와인》의 파일럿 에피소드 방영. 정식 시리즈는 11월 12일에 시작했고 이후 37년간 쉼없이 방영하여 세계에서 가장 오랫동안 방영된 시트콤이 되었다.
  - 6월 1일 - 토니 블랙번이 6년 만에 《라디오 1 브렉퍼스트 쇼》에서 물러남. 노엘 에드몬즈가 그를 대신했다.
  - 날짜 불명 - 《뉴스비트》 단신이 BBC 라디오 1에서 첫방송.
- 1974년
  - 9월 23일 - 텔레텍스트 서비스인 시팩스가 가동 준비를 마침.
- 1975년
  - 사건 없음
- 1976년
  - 사건 없음
- 1977년
  - 12월 25일 - BBC1에서 방영된 《모어캠브 앤드 와이즈 크리스마스 쇼》가 2800만 명 이상 시청자를 끌어모아 영국 텔레비전 방송 사상 가장 큰 기록을 세움.
- 1978년
  - 5월 2일 - 데이브 리 트레비스가 노엘 에드몬즈의 뒤를 이어 《라디오 1 브렉퍼스트 쇼》의 진행자가 됨.
  - 5월 24일 - 《네이션와이드》가 그 유명한 썰매 타는 오리 (Skateboarding duck)를 보도 방송.
  - 11월 23일 - 수신 상태 개선을 위해 전국의 BBC 라디오 기지국이 AM 주파수를 재편성하고, 라디오 4 UK 심이 최초로 사용됨.
  - 12월 21일 ~ 22일 - 이날 역사상 가장 유명한 24시간 총파업으로 BBC가 먹통이 되고, 이로 인해 ITV에서 시청률 기록이 세워짐.
- 1979년
  - 1월 27일 - BBC 라디오 2가 마지막으로 방송을 마침.
  - 3월 1일 - BBC2가 세계 최초로 컴퓨터로 제작한 아이덴트인 '컴퓨터 제너레이티드 아이덴트'를 선보임. 두 번째로 컴퓨터 아이덴트를 선보인 곳은 미국의 방송국인 NBC였다.
  - 8월 27일 - IRA이 마운트배튼 경을 살해한 사건을 보도한 뉴스 단신이 2600만 명의 시청 기록을 세움. ITN에서 파업이 일어난 것이 시청률 기록에 한몫했다.

## 1980년대
- 1980년
  - 7월 14일 – 《와치독》 방영 개시.
  - 11월 – 자선 호소 프로그램 《칠드런 인 니드》 방영 개시.
- 1981년
  - 6월 7일 – 《매니징 더 마이크로》가 BBC1에서 첫방송.  (5월 15일 촬영분[8])
  - 7월 29일 – 웨일스 공 찰스와 다이애나 스펜서 부인의 결혼식이 BBC 텔레비전과 라디오를 통해 60개 이상 국가에서 7억 5천만 명의 시청자와 청취자에게 방송됨. 이날 생방송의 해설자 중에는 웨일스의 배우 리처드 버튼과 스코틀랜드의 작가, 배우, 왕실 전문가인 톰 플레밍이 있었다.
  - 가을 – BBC 컴퓨터 리터레이시 프로젝트를 위한 BBC 마이크로 발족.
  - 9월 5일 – BBC1의 미러 글로브가 초록색에서 푸른색으로 색을 바꿈.
- 1982년
  - 사건 없음
- 1983년
  - 1월 17일 – 영국 최초의 전국 아침 텔레비전 방송인 《BBC 브렉퍼스트 타임》이 방송을 시작함. 이후 2월 1일에는 ITV가 뒤늦게 TV-am을 시작.
  - 10월 24일 – 《네이션와이드》를 대신해 《식스티 미니츠》가 새로운 저녁 뉴스 프로그램으로 출범.
- 1984년
  - 9월 3일 - 《BBC 6시 뉴스》가 BBC1에서 첫방송. 진행자는 수 롤리와 니컬라스 위첼. 식스티 미니츠의 인기가 떨어지면서 대체 방송된 이 6시 뉴스는 이날부터 방송을 계속해옴.
- 1985년
  - 1월 23일 - 영국 상원 회의록이 텔레비전으로 방영 시작.
  - 2월 18일 – BBC1이 컴퓨터로 제작된 새 아이덴트인 COW (Computer Originated World)를 선보임과 함께 대대적인 재출범을 함.
  - 2월 19일 – 《이스트엔더스》가 BBC1에서 첫방송. 첫회 줄거리는 레그 콕스의 장례식.
  - 3월 – 자선 호소 프로그램인《코믹 릴리프》출범.
  - 7월 13일 – 《라이브 에이드》가 전세계를 대상으로 BBC1과 BBC 라디오 1에서 방송. 이 같은 종류의 프로그램으로는 최초.
- 1986년
  - 4월 1일 – BBC의 모든 상업활동이 이제부터 BBC 엔터프라이즈 주식회사에서 전담하게 됨.
  - 7월 27일– BBC1이 마틴 루이스 진행의 《BBC 1시 뉴스》를 첫방송하면서 낮시간대 연속 방송을 시작함. 기존의《BBC 애프터눈》을 대신한 1시 뉴스는 오늘날까지 이어져 오고 있음.  이날 전까지 BBC1은 평일 아침과 오후 방송사업 시험송출이 진행되는 동안 방송을 중단했으며, 1983년 5월부터는 시팩스로 넘어갔었다.
- 1987년
  - 사건 없음
- 1988년
  - 9월 1일 – BBC 엑스터널 서비스가 월드 서비스로 개명하고, 라디오 1은 스코틀랜드, 노던잉글랜드, 미들랜드, 사우스웨일스, 애번 서머셋 지역을 대상으로 주파수 97~99 MHz 대역에서 VHF로 일반 방송 송출을 개시함.[9] (1987년 10월경부터 크리스털 팰리스에서 주파수 104.8 MHz로 R1을 송출하고 있었으며, 이후 1989년 12월 19일 11시부터 98.8 MHz로 주파수를 전환함.[10])
  - 9월 20일 – 차량내 라디오가 주파수를 자동으로 맞추고 방송국을 표시, 현지 여행 뉴스로 전환토록 하는 라디오 데이터 서비스 (RDS) 출범.
- 1989년
  - 11월 21일 – 영국 하원 회의록이 텔레비전으로 방영 시작.

## 1990년대
- 1990년
  - 8월 27일 - BBC 라디오 5 방송 개시.
  - 9월 5일 – BBC 화이트시티 신사옥 완공.
- 1991년
  - 1월 16일 – BBC 라디오 4 FM에서 라디오 4 뉴스 FM가 걸프전 보도를 시작함.
  - 2월 16일 – BBC One과 BBC Two가 레이저디스크로 만든 새 아이덴트를 선보임. BBC One은 휘감는 지구 안에 '1'자가 담겨 있는 아이덴트로, BBC Two는 숫자 '2'를 주제로 한 11가지 아이덴트로 변경.
  - 3월 2일 – 라디오 4 뉴스 FM가 방송을 중단하고 BBC 라디오 4가 FM으로 회귀.
  - 4월 15일 – 월드 서비스 텔레비전 뉴스 방송 출범. 외무 영연방부에서 직접 보조금을 받아 운영되는 월드 서비스 라디오와는 달리 광고를 통해 자원을 마련함. 따라서 영국 내에서는 방송 불가.
  - 7월 31일 – BBC의 라임 그로브 스튜디오가 문을 닫음.
  - 8월 31일– BBC 텔레비전이 NICAM 시스템을 이용한 스테레오 타입으로 방송을 공식 개시함. (일부 송신소는 1986년부터 스테레오로 방송했지만 시험방송으로 분류.)
  - 10월 14일– 월드 서비스 TV가 아시아 지역 서비스를 개시함.
- 1992년
  - 1월 21일– 야간 동안 BBC 셀렉트가 신청 서비스로 출범함.
  - 2월 29일– BBC 라디오 3이 중파 (AM) 방송을 중단함.
  - 11월 1일– BBC와 템스 텔레비전이 공동 운영하는 위성 TV 채널 UK 골드가 방송을 개시함.
- 1993년
  - 사건 없음
- 1994년
  - BBC의 2부작 시리즈 《더 넷》을 위해 BBC가 홈페이지를 처음으로 만듦.
  - 3월 27일 – 라디오 5가 송출을 중단함.
  - 3월 28일 – 뉴스와 스포츠 전용 네트워크인 BBC 라디오 5 라이브가 24시간 방송을 개시함.
  - 5월 25일 – 프로듀서 밥 프레이저의 텔레비전 게임쇼 《와이프아웃》가 첫방송.
  - 7월 1일– 라디오 1이 오전 9시 정각을 기해 중파 (AM) 방송을 중단함.
  - 7월 – 아랍어 텔레비전 방송이 사우디아라비아 기업인 마와리드 그룹의 투자로 방송 개시.
- 1995년
  - 1월 26일 – BBC 월드 서비스 텔레비전이 BBC 월드로 개편함. 이날 GMT 기준 오후 7시 정각을 기해 국제 무료 방송 뉴스 채널로 출범.
  - 1월 30일 – BBC 엔터프라이즈에서 지역 특화 버라이어티 및 라이트 엔터테인먼트 채널인 BBC 프라임이 출범함.
  - BBC 내 상업국인 BBC 엔터프라이즈가 BBC 월드와이드 주식회사로 재설립됨.
- 1996년
  - 4월 21일 – 간통죄 혐의를 받은 사우디아라비아 공주의 사형에 관해 지나친 보도가 이루어짐에 따라 사우디 후원사가 철수하면서, 아랍어 텔레비전 방송이 중단됨.
  - 6월 – 라디오 1이 인터넷으로 생방송 스트리밍을 시작함.[11]
  - 6월 7일 – BBC가 존 바트 사장의 주도로 개편에 나섬. BBC는 위탁 제작한 프로그램을 방송하고, BBC 프로덕션이 그 프로그램을 제작하는 구조로 개편.
  - 12월 29일 – 마지막화로 광고한《온리 풀스 앤드 호시스》에피소드를 2435만 명의 시청자가 시청해, 시트콤 부문 최다 TV 시청자 기록을 세움.
- 1997년
  - BBC가 영국의 가수 루 리드의 오리지널 곡에서 아티스트 27명을 피처링으로 참여시킨 <Perfect Day>로 사내 광고를 방영함. 이 곡은 큰 찬사를 받았으며 이후《칠드런 인 니드》에 모금용 싱글곡으로 쓰이게 됨.
  - 2월 28일 – BBC가 송신소와 송신 서비스를 캐슬 트랜스미션 서비스에 2억 4400만 파운드를 받고 매각. 디지털 시대를 위한 계획안에 자금 지원에 한몫함.
  - 9월 6일 – 다이애나비의 장례식이 BBC 라디오와 텔레비전으로 중계되어 전세계 200여 국가에 방송. 300만 명에 달하는 시청자와 청취자가 장례식을 함께함. 미국에서는 BBC의 중계방송을 A&E와 CSPAN 케이블 네트워크에서 방영되는 한편, 스카이 뉴스의 중계방송은 히스토리 채널에서 방영됐다. BBC 중계방송에서 데이비드 딤블비가 진행을 맡고, 웨스트민스터 성당 내 의식의 해설은 톰 플레밍이 맡았다.
  - 10월 4일 – 현재 사용되는 기업 아이덴티티 적용. 500만 파운드의 비용이 들어갔다고 보도된 신 로고는 디지털 방송 서비스의 증가로 인해 제작된 것인데, 작은 크기에도 더욱 보일 수 있도록 디자인하여 웹사이트와 디지털 온스크린 그래픽 화면상에 사용하는 데 알맞도록 했다. 로고 변경과 함께 BBC One은 기구 아이덴트로 변경 적용하고, BBC Two는 1991년부터 쓰이던 '2'자 아이덴트의 새로운 버전으로 바꾸며 유지.
  - 11월 8일 – BBC One 야간 방송 종료의 마지막 날. 다음날부터 BBC One은 하루 24시간, 일주일 연속 방송을 시작함. 이른 새벽 시간대에는 BBC 뉴스 24가 자리를 채움.
  - 11월 9일 – BBC의 영국 내 텔레비전 뉴스 방송인 BBC 뉴스 24가 오후 5시 30분을 기해 출범함.
  - 11월 – 웹기반 뉴스 서비스인 BBC 뉴스 온라인이 서비스 확대를 시작하고 사람들의 이용도 증가함.
  - 12월 – BBC의 웹 지부인 BBC 온라인이 공식 출범함.
- 1998년
  - 8월 – BBC의 국내 TV 채널들을 스카이 디지털 위성방송에서 시청이 가능하게 됨. 의도한 것은 아니었지만 영국 외 나머지 유럽 국가 사람들도 이제 BBC One과 Two를 시청할 수 있게 되었다. 다만 판권으로 인해 방송 신호가 암호화되었고, 영국에서 나온 시청자 카드를 이용하면 볼 수 있었다. 이런 일은 심지어 영국 내에서도 발생했는데, 잉글랜드에서 거주하는 사람이 스코틀랜드, 웨일스, 북아일랜드 전용 BBC 채널을 시청할 수 있었고 그 반대로도 가능했다.
  - 9월 23일 – BBC가 1964년 이후 처음으로 새 TV 채널인 BBC 초이스를 출범함. BBC 팔리아먼트 TV 채널도 디지털 서비스로 방송을 개시함.
  - 11월 15일 – 일반인을 대상으로 한 영국 내 지상파 디지털 텔레비전 방송 개시.
- 1999년
  - 5월 10일 – BBC 네트워크 뉴스가 새로운 테마곡과 타이틀, 그리고 적색과 상아색로 꾸민 세트장과 함께 재출범. 이 디자인은 10월 25일 뉴스 24가 재출범할 때에도 사용됐으며, 뉴스 방송의 범채널 간 홍보를 늘림.
  - 5월 20일 – BBC의 디지털 텔레텍스 서비스 개시.
  - 6월 1일 – BBC 날리지가 디지털 서비스로 방송 개시.

## 2000년대
- 2000년
  - 9월 15일 – 최후의 아침 종합 뉴스 보도 프로그램이었던 《브렉퍼스트 뉴스》의 마지막회가 BBC One과 BBC 뉴스 24에서 방송됨.
  - 10월 2일 – 새로운 아침 프로그램 《BBC 브렉퍼스트》가 첫방송됨. 매일 아침 6시부터 9시 반까지 (BBC 뉴스 24에서는 9시까지) BBC One과 BBC 뉴스 24에서 방송.
  - 10월 15일 –  BBC One에서 《BBC 9시 뉴스》가 마지막으로 방송.
  - 10월 16일 - ITN의 《뉴스 앳 텐》이 지난해에 방송을 중단한 것을 기회로 삼아, 뉴스 시간대를 9시에서 10시로 바꾼《BBC 10시 뉴스》가 논란 속에 첫방송.
  - 10월 16일 – 이전까지 BBC 사우스이스트의 방송 범위에 있었던 옥스퍼드셔 주가 이날부로 BBC 사우스의 《사우스 투데이》에 포함됨.
- 2001년
  - 3월 3일 – 텔레비전 센터 외부에 폭탄이 터지는 사고가 발생함. 이후 반체제 성향의 아일랜드 공화주의 테러리스트들이 범인으로 지목되고,  BBC의 프로그램《파노라마》에서 오모 폭탄 테러의 연루자로 개개인들을 지목했던 것이 테러 동기였다는 주장이 제기됨.
  - 9월 3일 – 켄트 주와 서섹스 주에서 지역 전용 뉴스 프로그램인 《사우스이스트 투데이》를 방송하기 시작.
  - 10월 1일 – 뉴스룸 사우스이스트를 대신하는 BBC 런던 출범.
  - 11월 19일 – BBC Two가 기존의 10가지 아이덴트를 마지막으로 사용. 이 아이덴트들은 1997년 BBC One의 아이덴트 변경과 함께 더 이상 사용하지 않을 예정이었지만 그 인기 때문에 새 BBC 로고와 새로운 아이덴트 몇가지만 추가한 채로 1991년도 아이덴트를 유지해 왔다. 새로 바뀐 아이덴트는 보라색 BBC 로고 상자와 함께 상아색 숫자 '2' 두 개가 노란색 배경 속에서 서로 교감하는 듯한 영상이다.
- 2002년
  - 2월 11일 – CBBC 채널과 CBeebies가 주요 디지털 텔레비전 플랫폼을 통해 방송을 개시함. 해당 플랫폼은 프리뷰 (디지털 국내 방송), 디지털 케이블과 스카이 디지털 (디지털 위성 방송).
  - 3월 2일 – 오후 7시를 기해 BBC Four가 BBC Two과 동시 방송으로 개시. BBC 날리지를 대신함.
  - 3월 11일 – BBC 6 뮤직 출범.
  - 3월 29일 – BBC One이 아이덴트를 여러 장소에서 붉은색 치장을 하고 춤추는 무용수들을 담은 리듬 앤드 무브먼트 아이덴트로 변경. 붉은색 로고 상자도 이 아이덴트에 사용됐으며, 39년 만에 지구본이 등장하지 않게 되었다.
- 2003년
  - 2월 9일 – 오후 7시를 기해 BBC Three가 BBC Two와 동시 방송으로 개시. BBC 초이스를 대신함.
  - 12월 8일 – BBC 뉴스 24가 새로운 세트장과 타이틀은 물론 새로운 보도중 속보로 다시 선보임. BBC One과 Two의 네트워크 뉴스는 이전과 동일한 타이틀로 남았지만 뉴스 24와 비슷한 분위기로 세트장이 바뀜.
- 2004년
  - 1월 28일 – 허튼 연구가 발간되고 그로 인해 게이빈 데이비스 회장이 사임함.
  - 1월 30일 – 그레그 디크 사장 사임. 마크 비이퍼드가 사장직을 인수받음.
  - 2월 16일 – 네트워크 뉴스 타이틀이 BBC 뉴스 24의 형식을 빌려 재출범. 적용 두달 전에 발표.
  - 5월 17일 – 신임 회장으로 마이클 그레이드 발탁
  - 5월 21일 – 신임 사장으로 마크 톰슨 발탁
  - 7월 5일 – 텔레비전 뉴스 보도 50주년.
  - 10월 1일 – BBC의 방송기술국인 BBC 테크놀로지가 지멘스 AG 사업과에 총비용 2억 파운드 및 10년 기한 2백만 파운드 규모의 아웃소싱 계약으로 매각.
- 2005년
  - 3월 20일 – 마크 톰슨 사장이 직원 27,000명을 3,780명까지 감축하겠다고 발표.
  - 3월 26일 - 《닥터 후》가 방영 42주년 만에 부활.
  - 5월 23일 – 직원 감축에 대한 대응으로 전체 직원 중 3분의 1 이상이 파업에 들어가 방송이 일시 중단됨.
  - 8월 1일 – 전 BBC 채널의 방송 진행과 브랜딩을 담당하던 BBC 브로드캐스트 (구 BBC 브로드캐스팅 프레젠테이션)이 맥쿼리 캐피털 얼라이언스 그룹과 맥쿼리 은행이 소유한 크리에이티브 브로드캐스트 서비스에 매각됨. 10월 31일부로 레드 비 미디어로 개명.
  - 12월 – BBC 월드 서비스의 체코어와 폴란드어 부문이 사라짐. 그밖의 언어 부문 여덟 개도 뒤를 이음.
- 2006년
  - 5월 27일 – BBC가 처음으로 HDTV를 BBC HD에서 방송.
  - 8월 14일 – BBC One에서 《더 원 쇼》가 첫방영되어, 큰 인기를 끌었던 시리즈 《네이션와이드》의 현대판이 됨. 같은 날 대중을 위한 저널 프로그램이 이른 저녁 시간대 BBC One으로 귀환함.
  - 9월 1일 – 글로벌 시장에서 BBC 프라임이 BBC 엔터테인먼트로 대체.
  - 10월 7일 – BBC One이 리듬 앤드 무브먼트 아이덴트를 지금의 서클 아이덴트로 변경. 40년 가까이 사용된 옛 지구본 아이콘과 의미를 연결함과 동시에 화합의 상징을 뜻함.
  - 11월 28일 – 마이클 그레이드 회장이 사임하고 ITV로 이직.
  - 12월 31일 – 당시 BBC에게 부여됐던 칙허장과 승인장이 시한 만료됨.
- 2007년
  - 1월 22일 – BBC 뉴스 24가 프로그램들을 새로운 타이틀로 바꾸고 애스톤 사의 방송장비를 새로 도입하여 선보임.
  - 2월 18일 – BBC Two가 노란색 '2'자들이 등장하는 아이덴트에서 지금의 '세상 속 2로 된 창들' 아이덴트로 변경.
  - 4월 1일 – 《밤하늘》 이 50주년을 맞아 특집편을 방송.
  - 7월 – BBC 날리지가 BBC 월드와이드의 전세계 방송 채널로 출범.
  - 9월 3일 – CBBC가 로고를 변경. CBBC 채널이 출범한 이래로는 세번째 마케팅.
  - 10월 20일 – 그간 소외됐던 12~16세 청소년을 대상으로 잡은 프로그램 시간대인 BBC 스위치 출범.
  - 12월 25일 – 온라인용 지난 방송 다시보기 서비스인 BBC 아이플레이어 출범.
- 2008년
  - 1월 22일 – BBC Three가 로고를 변경하고 《릴리 에일리언 앤드 프렌즈》같은 신설 쇼프로그램을 선보임.
  - 3월 11일 - BBC 아랍어 텔레비전 출범.
  - 4월 21일 – BBC 뉴스 24와 BBC 월드가 각각 BBC 뉴스와 BBC 월드 뉴스로 이름을 바꿈.
  - 9월 19일 – 스코틀랜드 게일어로 방송되는 디지털 텔레비전 채널인 BBC 알바가 BBC와 MG 알바 간의 협력으로 출범함.
  - 10월 16일 – 《블루 피터》가 50주년을 맞아 BBC 텔레비전 센터에서 실시간 축하방송을 진행, BBC One에서 방영됨.
- 2009년
  - 1월 14일 – BBC 페르시아어 TV 채널 출범.

## 2010년대
- 2010년
  - 2월 19일– 《이스트엔더스》가 25주년을 맞아 특집 생방송 에피소드를 방영. 아치 미첼을 죽인 사람이 누구인지 드러남. 스테이시 슬래터가 범인으로 지목되는데 1600만 명 이상의 시청자가 함께함.
  - 8월/9월 – 《더 원 쇼》 의 사회자가 크리스틴 블레클리와 애드리언 차일스에서 알렉 존스에서 크리스 이반스로 새로 바뀜.
  - 11월 3일 – 전국 대상의 BBC One의 고선명 화질 동시방송인 BBC One HD가 모든 디지털 플랫폼에 걸쳐 출범함.
- 2011년
  - 4월 29일 – 윌리엄 왕자와 캐서린 미들턴의 결혼식이 진행됨과 함께 BBC도 라디오, 텔레비전, 온라인으로 영국 내에 중계 방송함.
- 2012년
  - 7 March – 브라이튼 지역이 정오 시간대 디지털 방송으로 전환되면서 사우스 방송구역에서 사우스이스트 방송구역으로 편입.
  - 7월 12일 - BBC 월드 서비스가 버시하우스에서 보낸 70년 간의 역사를 끝내고 브로드캐스팅 하우스로 이전.
  - 7월 27일 - 2012년 하계 올림픽 개막.
  - 9월 17일 – 신임 사장으로 조지 엔트휘슬 발탁.
  - 10월 3일 – <엑스포셔:지미 새빌의 이면>편 방송. 인기 절정을 달렸던 방송인 지미 새빌의 성적 학대에 관한 증언들을 뒤늦게 밝혀 엄청난 파장을 일으킴.
  - 10월 23일 – BBC의 텔레텍스 서비스인 시팩스가 전 지역 디지털 방송 개시를 위해 송출 종료됨. BBC One 북아일랜드에서 HD 방송 개시.
  - 11월 10일 – 조지 엔트휘슬이 사장직을 사퇴하여 팀 데이비로 임시 교체. 엔트휘슬의 임기인 54일은 BBC 사상 가장 짧은 사장직 임기였다.
  - 11월 14일 – 오후 5시 33분, 방송 90주년을 맞이.
  - 11월 22일 – 신임 사장으로 토니 홀 발표. 본격적인 취임은 2013년 3월부터 시작.
  - 12월 21일 - CBBC가 BBC One에서 마지막으로 방송.
- 2013년
  - 1월 4일- CBeebies가 BBC Two에서 마지막으로 방송.
  - 1월 14일 - BBC One 스코틀랜드에서 HD 방송 개시.
  - 1월 29일 - BBC One 웨일스에서 HD 방송 개시.
  - 3월 26일 - BBC HD가 폐국됨에 따라 BBC Two에서 HD 방송 개시.
  - 3월 31일 – 셰퍼즈버시에 있던 BBC 텔레비전 센터가 문을 닫고 모든 텔레비전 방송 기능은 센트럴런던의 브로드캐스팅 하우스로 이전.
  - 4월 5일- BBC 모니터링이 수신료 부과제로 전환.
  - 10월 25일 – BBC가 전세계 각지의 여성 100명이 참여하는 라디오, 텔레비전, 온라인 토론과 논의의 날인 《100 우먼》을 주최함.
  - 11월 23일 – 《닥터 후》가 50주년을 맞아 기념 에피소드를 방송.
  - 12월 10일 - BBC Three, BBC Four, BBC 뉴스, CBBC, CBeebies에서 HD 방송 개시.
- 2014년
  - 1월 1일 - 《탑 오브 더 팝스》50주년.
  - 3월 6일 - BBC가 9천만 파운드의 예산을 절약하기 위한 일환으로  BBC Three를 2015년 9월부터 인터넷 전용 방송으로 전환할 것임을 발표함.
  - 4월 20일 - BBC Two 50주년.
  - 8월 30일 - BBC 트러스트 회장으로 여성으로선 최초로 로나 페어헤드가 발탁됨.
- 2015년
  - 10월 6일 - BBC 라디오 런던이 27년 만에 방송 재개. 기존의 'BBC 런던 94.9'에서 개명.
- 2016년
  - 2월 16일 - BBC Three가 유선방송을 종료하고 인터넷 텔레비전 OTT 서비스로 전환됨. BBC Three 방영으로 제작되던 장편 프로그램은 추후 BBC One에서 방영되기로 결정.
  - 2월 19일 - BBC 라디오 브리스톨이 송신소 부지 매각으로 중파방송을 중단.
  - 3월 31일 - BBC Three의 디지털 텔레비전 방송 완전 중단. 2월 16일부터는 BBC Three 인터넷 서비스 전환을 알리는 광고만 방영되어 왔음.
  - 4월 11일 - 오후 7시에서 9시까지만 방영되던 CBBC가 BBC Three에서 사용하던 편성시간을 활용하여 방영시간을 확대.
- 2017년
  - 3월 20일 - 33년간 장수하던 월간 저녁시간대 프로그램 《크라임워치》의 마지막화 방송.[12] 다만 낮시간대에 방영되는 스핀오프 시리즈 《크라임워치 로드쇼》는 계속 방송되었기에 10월에 완전히 종영.[13]
  - 4월 2일 - 2007년 왕실 칙령의 10년 기한 만료로 BBC 트러스트가 해체. BBC 보드 신설.
- 2018년
  - 1월 15일 - BBC 라디오 서식스, 서리, 험버사이드, 윌트셔, 노팅엄, 켄트, 링컨셔의 중파방송 송출이 중단되고, BBC 데번, 랭커셔, 에식스 중파방송이 단축 편성됨. 총 13개 송신소가 가동 중단.[14][15][16]
  - 1월 28일 - BBC 라디오 2의 장수 프로그램 《선데이 아워》가 78년의 세월을 끝으로 종영.[17]
  - 5월 8일 - BBC 라디오 2의 또다른 장수 프로그램인 《오거니스트 엔터테인스》가 편성 개편에 따라 49년의 세월을 끝으로 종영.[18]
  - 10월 24일 - 웨일스 내 30개 중계송신소에서 내보내는 BBC 라디오 3의 FM주파수 영역이 BBC 라디오 웨일스로 할당. 라디오 웨일스의 FM 전파영역이 종전의 79%에서 91%로 증가, 웨일스 내 라디오 3 채널의 방송범위는 92%로 감소.[19]
  - 11월 1일 - BBC 사운즈 출범.
  - 11월 29일 - BBC Two 웨일스와 BBC Two 북아일랜드의 HD방송 개시.[20]
- 2019년
  - 2월 17일 - BBC 스코틀랜드 출범 발표, BBC Two 스코틀랜드 방송 중단.
  - 2월 19일 - 버진 미디어가 처음으로 일부 BBC 채널의 일반방송 송출을 중단한 플랫폼이 됨. BBC Four, BBC 뉴스, [[CBBC (채널)|CBBC}], CBeebies의 일반화질방송을 중단.[21]
  - 2월 24일 - BBC 스코틀랜드 방송 개시. 오후 7시부터 12시까지 방송. 9시 뉴스 프로그램 《더 나인》의 방송 개시.[22][23] 나머지 시간에는 전국방송인 BBC Two를 편성하되, BBC 스코틀랜드 채널의 방송안내 해설이 덧붙여짐. BBC Two 스코틀랜드의 방송 종료로 잠시 중단됐던 스포츠와 정치 프로그램 자체편성이 재개됨.[24]

## 2020년대
- 2020년
  - 1월 15일 - BBC가 추가적인 중파송출 중단 계획을 발표. 예산절감 차원에서 이뤄지는 이번 송출중단 계획은 콘월, 뉴캐슬, 머지사이드, 솔런트 지역 라디오방송과 BBC 스리 카운티스 라디오, BBC 라디오 요크가 대상이 됨. 여기에 BBC 라디오 컴브리아도 화이트헤이븐에 중파방송을 중단하고, BBC 라디오 노퍽의 노리치 지역 중파방송도 중단. 이와 더불어 BBC 라디오 스코틀랜드도 애버딘 지역 중파방송을, BBC 라디오 웨일스도 웨일스 중부 지역의 일부 중파송출을 중단함.[25] 오는 4월 초 완전 송출중단 전까지 해당 송신소에서는 중단소식 안내를 반복 방송함.[26]
  - 7월 15일 – BBC 웨일스 신사옥에서 BBC One 웨일스와 BBC Two 웨일스가 처음으로 방송을 개시. 기존의 브로드캐스팅 하우스 (카디프)를 대체.[27]
  - 7월 25일 - BBC 컴리 웨일스 신사옥에서 BBC 라디오 컴리의 라디오 프로그램을 처음으로 방송.[28]
- 2021년
  - 1월 15일 - BBC 라디오 울버햄턴의 디지털 오디오 방송 개시. 3월 31일까지 울버햄턴 지역을 대상으로 아침 6시부터 오후 2시까지 방송 진행.[29]
  - 1월 18일 - BBC 라디오 선덜랜드가 디지털 오디오 방송으로 출범. 3월 31일까지 선덜랜드 지역을 대상으로 아침 6시부터 오후 2시까지 방송 진행.[29]
  - 3월 2일 - BBC에서 오는 2022년 1월 BBC Three의 텔레비전 방송 재개 발표.[30]
  - 4월 15일 
    - BBC의 두번째 온라인 라디오 방송인 BBC 라디오 1 릴렉스 출범.[31]

  - 5월 6일 - BBC 라디오 얼스터와 BBC 라디오 포일이 중파방송을 중단.[32]
  - 10월 20일 - BBC가 로고와 아이덴트를 비롯한 새 디자인을 발표. '모던'한 컨셉으로 다가간 이번 디자인 개편은 연구 결과에 부응하여 시청자들에게 더 나은 경험을 제공하기 위함이라고 설명.[33] 1997년부터 사용하던 BBC 로고의 길 산스 서체가 리스 산스 (Reith Sans)로 바뀌었으며 나머지 BBC 브랜드 로고에도 순차적으로 적용.
- 2022년
  - 2월 1일 - BBC Three가 디지털 전용 서비스 전환선언 6년 만에 텔레비전 방송을 재개.

## 같이 보기
- 영국의 초창기 텔레비전 기지국
- BBC 아카이브